# Imaret
Entre los turcos se llama imaret a unas hospederías a donde iban jóvenes de las escuelas y los estudiantes de los colegios a tomar su alimento.
También acudían a estas hospederías gran número de necesitados, a quienes se les daba cada día un plato de carne y otro de legumbres más una limosna en dinero ( a mediados del siglo XIX consistía hasta 10 aspros o un real de vellón).
Casi todos los califas y príncipes otomanos emplearon grandes caudales en la fundación de estas hospederías en las principales ciudades del Imperio otomano (en Constantinopla se mantenían a 30.000 personas diariamente).
El primer Imaret de los dominios turcos fue el de Nicea, erigido por Orcano I.